# Stàraia Beloguzka
Stàraia Beloguzka (en rus: Старая Белогузка) és un poble de l'óblast de Kírov, a Rússia, segons el cens del 2010 tenia 3. Pertany al districte (raion) de Viàtskie Poliani.